# Piaggio PD-808
Le Piaggio PD-808 est un biréacteur de guerre électronique italien dérivé d'un jet d'affaires initialement conçu par Douglas dans les années 1950.

## Conception
En août 1955 les responsables de Piaggio firent l'acquisition des droits de construction d'un programme d'avion d'affaires avorté auprès de l'avionneur américain Douglas. Les industriels italiens espéraient ainsi se placer sur un marché émergeant tenu à l'époque par Learjet. Cependant là encore l'avion échoua, les propositions n'affluèrent jamais. C'est pourquoi les responsables du bureau d'étude italien décidèrent de changer leur fusil d'épaule en orientant le nouvel appareil vers une vocation militaire. Il reçut la désignation de Piaggio PD-808, PD pour Piaggio-Douglas.
Le PD-808 se présentait sous la forme d'un monoplan biréacteur à aile basse, construit en métal. Doté d'un train d'atterrissage tricycle escamotable il était propulsé par deux réacteurs Rolls-Royce Viper Mk-526 d'une poussée unitaire de 1 525 kgp chacun placés de part et d'autre de l'arrière du fuselage, un peu à la manière de l'avion de ligne DC-9. Sa cabine permettait l'emport de trois à quatre opérateurs de guerre électronique, en sus du pilote et du copilote. Le Piaggio PD-808 n'emportait aucun armement offensif.

## Carrière opérationnelle
Sur les 27 exemplaires construits, 25 allèrent à la force aérienne italienne qui les utilisa principalement pour des missions de guerre électronique, d'entraînement à la contre-mesure électronique, et d'étalonnage radar des systèmes de défense. Deux avions cependant furent utilisés pour le transport de VIP et pour les liaisons aérienne rapides. En cette période de Guerre froide, chaque pays de l'OTAN disposait de moyen de guerre électronique. Le dernier de ces avions a quitté le service actif l'11 mai 2003.

## Versions
- PD-808ECM, pour la guerre électronique.
- PD-808RM, pour l'étalonnage radar.
- PD-808TA, pour l'entraînement à la contre-mesure électronique.
- PD-808VIP, pour les liaisons rapides et le transport prioritaire.

## Utilisateur
- Italie

## Sources bibliographiques
- Les avions de renseignement électronique, éditions Lavauzelle.
- La guerre électronique - maître des ondes, éditions Lavauzelle.
- Fiche aviation, édition Atlas.